# Yoji Kuri
Yoji Kuri (Tokio, 9 de abril de 1928 -  24 de noviembre de 2024) fue un animador y director japonés.
Figura influyente en la animación independiente japonesa, fue el líder no oficial y el más prolífico del colectivo "Asociación de Animación de Tres" (アニメーション三人の会, Animēshon Sannin no Kai), que impulsó el renacimiento de la animación para adultos de estilo moderno, realizada de forma independiente y dirigida a adultos a principios de la década de 1960 en Japón.
Experimentó con muchos estilos visuales, aunque su técnica más utilizada es la de dibujos animados (en parte similar a la de Bruno Bozzetto minimalista).
La mayoría de sus películas son de carácter satírico y feroz crítico de la sociedad contemporánea, en particular de las mujeres. El mejor de su arte, sin embargo, está representada por su película más surrealista y enigmático (como "AM" y "parásitos de medianoche"), dominada por las imágenes violentas, la refrigeración, y de la humanidad llega al abismo de la bestialidad y la depravación.